# Justizvollzugsanstalt Düppel

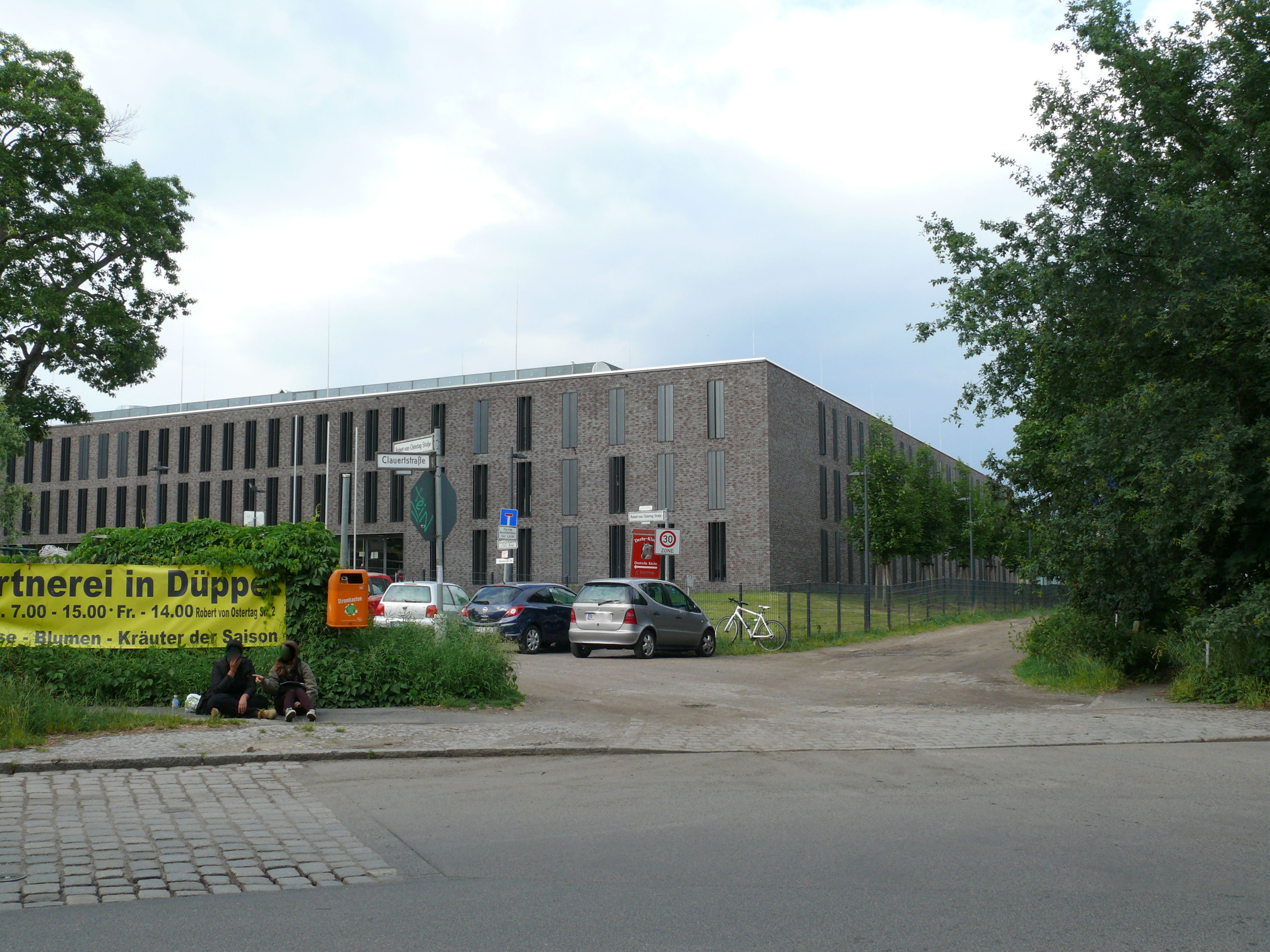
JVA Düppel an der Robert-von-Ostertag-Straße

Die Justizvollzugsanstalt Düppel (kurz: JVA Düppel) ist ein Standort der Justizvollzugsanstalt des Offenen Vollzuges Berlin (Standort Robert-von-Ostertag-Straße) und befindet sich im Berliner Ortsteil Zehlendorf (Ortslage Düppel) des Bezirks Steglitz-Zehlendorf. Sie ist eine Justizvollzugsanstalt (JVA) für den offenen Männervollzug und verfügt über 250 Haftplätze an diesem Standort.
Sie bestand als Vollzugsstandort von 1954 bis 1969 als eine Außenstelle der Justizvollzugsanstalt Tegel und seit 1969 als selbständige Anstalt. Die Gefangenen wurden in eingeschossigen Bestandsbaracken des ehemaligen Reichsarbeitsdienstes untergebracht. In den 1960er Jahren folgte ein eingeschossiger Erweiterungsbau in Leichtbauweise, 1984 ein Verwaltungsanbau und 1990 ein Gewächshaus, welches die Gefangenen auf ihre gesellschaftliche Wiedereingliederung vorbereiten sollte. Die Zustände der Gefangenenunterbringung wurden 2007 deutlich kritisiert.
Zum 1. Juli 2010 wurde die JVA Düppel mit der Justizvollzugsanstalt Hakenfelde, die 2008 bereits mit der Justizvollzugsanstalt Heiligensee verschmolzen wurde, zur Justizvollzugsanstalt des Offenen Vollzuges Berlin (JVA OVB) mit nunmehr vier Standorten fusioniert.